# Coleostephus multicaulis
Coleostephus multicaulis là một loài thực vật có hoa trong họ Cúc. Loài này được (Desf.) Durieu mô tả khoa học đầu tiên năm 1846.